# Powers of Ten
Powers of Ten (Potencias de diez) es un corto documental escrito y dirigido por Ray Eames y su marido Charles Eames. En él se muestra la escala relativa del universo en factores de diez (es decir, en escala logarítmica de base 10 o en orden de magnitud). La película es una adaptación moderna del libro de 1957 Cosmic View de Kees Boeke.
En 1998 fue seleccionada para ser incluida en el National Film Registry (Registro nacional de películas) de la Biblioteca del Congreso de los Estados Unidos como "bien cultural de significación histórica y estética"